# Guachimontones
Guachimontones  es el nombre de un antiguo asentamiento prehispánico ubicado en la ciudad y municipio de Teuchitlán, aproximadamente a una hora al oeste de la ciudad de Guadalajara en el estado de Jalisco. Este asentamiento representa el sitio principal de la Tradición Teuchitlán, cuya área nuclear se localizó en los alrededores del volcán de Tequila durante el 300 a. C. hasta 350/400 d. C.
Su principal centro ceremonial incluye varias construcciones con un estilo arquitectónico peculiar, entre ellas varias estructuras cilíndricas escalonados (una de ellas con restos de un palo de volador) rodeadas de patios circulares, dos juegos de pelota, un anfiteatro y algunas terrazas y edificios menores. Dadas sus grandes dimensiones, actualmente el sitio continúa en fase de exploración y requiere de una investigación de largo alcance. Los restos de una construcción circular similar, puede apreciarse a unos 25 km al noreste, en el zona arqueológica de Ixtlán.   

## Etimologías
Se desconoce quién nombró a este sitio en las cercanías de Teuchitlán. La palabra es un término mestizo, relativamente moderno, y procede del prefijo nahuatl cuautli-, árbol; chinamitli, muralla; y del castellano montón. También se cree que “guachi” o “guaje” proviene de la palabra náhuatl “huaxe” que combinándola con la palabra “montón” que es de origen castellano, se podría traducir entonces como “montón de guajes”, ya que en la zona abundan los árboles de dicha especie (Leucaena leucocephala).
Por su parte, el topónimo Teuchitlán se deriva de la voz “teotitlán” o “teutitlán” que se interpreta como “lugar dedicado a la divinidad”.

## Antecedentes
El estilo arquitectónico particular de este asentamiento recibe el nombre de Guachimontón, y se asigna a los túmulos y estructuras hechos de niveles circulares escalonados. Se cree que tales estructuras, en el caso particular del asentamiento en Teuchitlán, eran utilizadas para ceremonias en honor al dios del viento Ehécatl, y que incluían un análogo de la ceremonia ritual de los Voladores, donde un sacerdote subía a un poste elevado para rendir honores a la divinidad; poste que se colocaba en la cima de los túmulos, poniendo su abdomen en el centro del poste dando forma de una balanza. Este concepto es particularmente importante para Teuchitlán, porque lo sitúa entre los sitios identificados más antiguos, relacionados con esta tradición, que se creía más bien arraigada entre aztecas y totonacas del centro y oriente de México.

### Descubrimiento

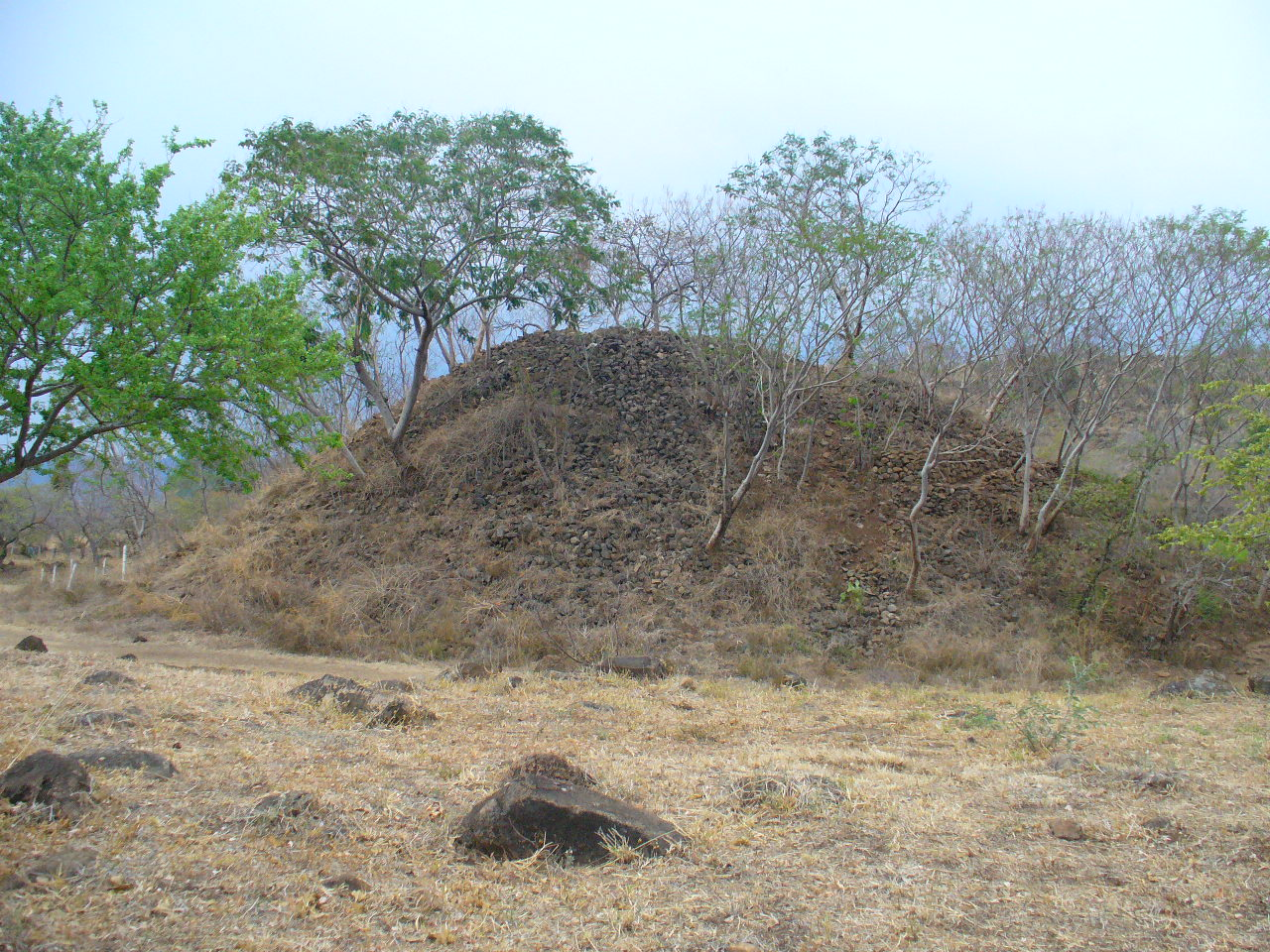
Ruinas por explorar, hace falta mucha investigación.

Como sitio arqueológico el lugar fue descubierto en 1970 y su investigación sistemática empezó en 1996. El trabajo arqueológico fue llevado a cabo por el arqueólogo Phil C. Weigand, su esposa Arcelia García y su equipo de investigación. La ayuda de la Secretaría de Cultura del Gobierno del Estado de Jalisco (1995-2001) fue crucial; en esos años era el Secretario de Cultura el Dr. Guillermo Schmidhuber de la Mora y el coordinador del proyecto Carlos Eduardo Gutiérrez Arce.
A partir de los estudios de este equipo, se propone que el auge de esta ciudad ocurrió entre los años 200 y 400 d. C. y su caída se produjo hacia el 900 d. C., aunque se sabe que su antigüedad es de más de 2 mil años.

### Extensión
El sitio actual abarca 90 hectáreas aunque solamente se ha explorado el 1.3 por ciento, se estima que durante su apogeo tenía 24 mil, y que fue habitado por alrededor de 40 mil personas.
Como en muchos otros sitios del continente, es un común denominador, por ejemplo en Calixtlahuaca y en Tiahuanaco, Bolivia. las construcciones de Guachimontones han tenido maltratos a lo largo de los años, y muchas piedras de las ruinas se han usado para empedrar calles y levantar casas en el pueblo.

## El Sitio

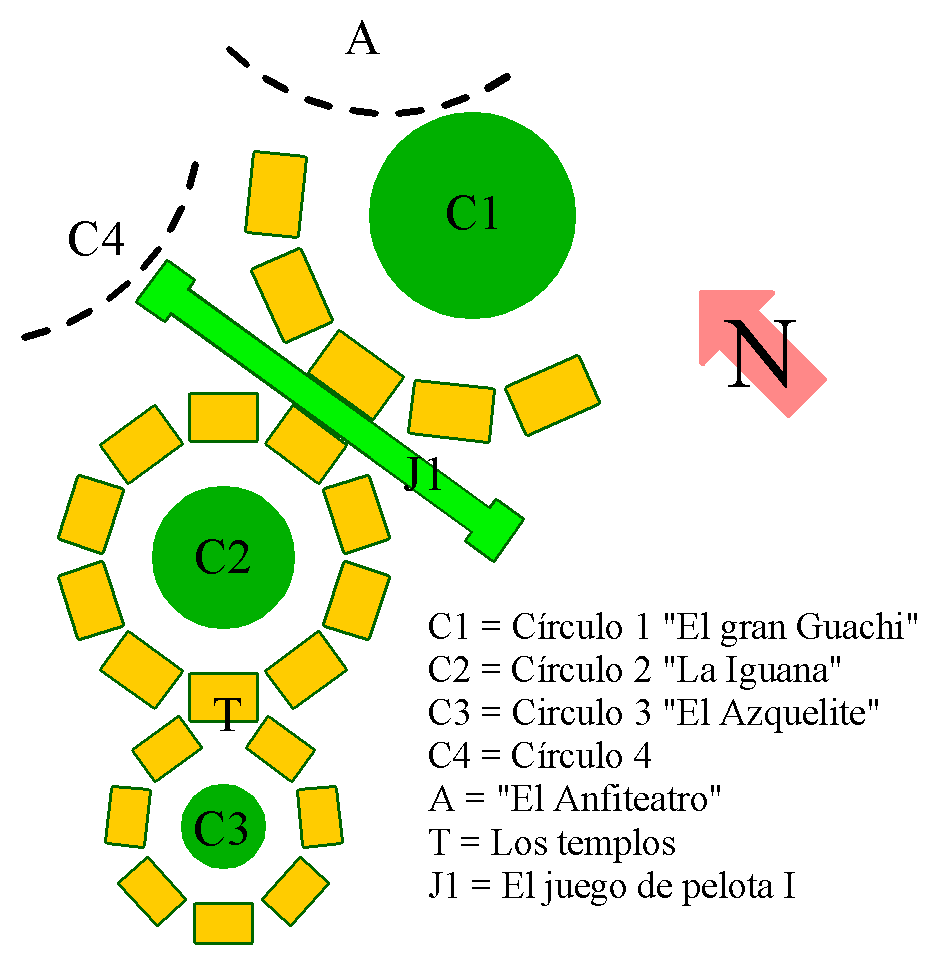
Esquema simplificado de Guachimontones (Sin escala).

Lugar de Guajes: El complejo sistema de organización social fue muy parecido a otras culturas vecinas, con un centro ritual y otros lugares de vivienda. La Cultura Teuchitlán (habitantes de los Guachimontones) se especializaron en la utilización de la Obsidiana en sus artesanías y esculturas, sin descartar otros materiales igualmente importantes, como malaquita, piedra verde, las pinturas pseudo-cloisonné en concha, entre otras. También estuvo muy vinculada con la agricultura, puesto que su propio sistema de riego de plantas traspasó a su época.
Esta región consiste en estructuras en forma de círculos concéntricos, utilizados para adorar a sus dioses, principalmente a Ehécatl (Dios del Viento). En una vista aérea, se puede apreciar la forma de círculo perfecto de su edificio ceremonial y de sus asentamientos rodeados, en donde se piensa que la comunidad se sentaba para ver, y a bailar, para sus dioses elementales (viento, agua, fuego, tierra).
En el centro de la estructura circular principal (sus pisos son un calendario exacto de 52 años) existe un largo orificio; posiblemente allí se ponía un poste, del cual los sacerdotes se sujetaban y se mecían de un lado a otro simulando el vuelo de un ave. Tal tradición era una ofrenda al dios Ehécatl.
La Cultura Teuchitlán, como varias culturas mesoamericanas, tenían su propio juego de pelota. En este, la bola de hule no pasaba por ningún aro, sino que tenía que ser golpeada con la cadera hasta llegar al extremo contrario de la cancha; cuando la pelota quedase inmovilizada en una de las canchas, el equipo contrario recibía puntos. Lo interesante de este juego es la suma y resta de números, si un equipo quedaba con la pelota en su parte, eran puntos más para los contrarios y puntos menos para los que quedaron. Al revés de la idea general, el Juego de pelota era usado para fines políticos (división territorial, cuestiones de herencia, entre otros) o religiosos, donde el vencedor ganaba la "inmortalidad de los dioses" en el Cielo, siendo decapitado en el área de juego.
Tales ofrendas consistían en grandes fogones sobre la banqueta o maíz quemado debajo de los muros exteriores de la plataforma. Se han dado casos en los que se encontraron platos de cerámica colocados dentro o debajo de los muros.
Hoy, 1000 años después del abandono del área por sus habitantes, Guachimontones está siendo reestructurado y redescubierto. Muchas de las áreas ahora arqueológicas, se encontraban en condiciones precarias por la agricultura de los dueños de estas tierras. Hoy, es patrimonio de la humanidad, lo cual no indica que está terminado el trabajo, sino que simplemente está comenzando a renacer.

## Estructuras

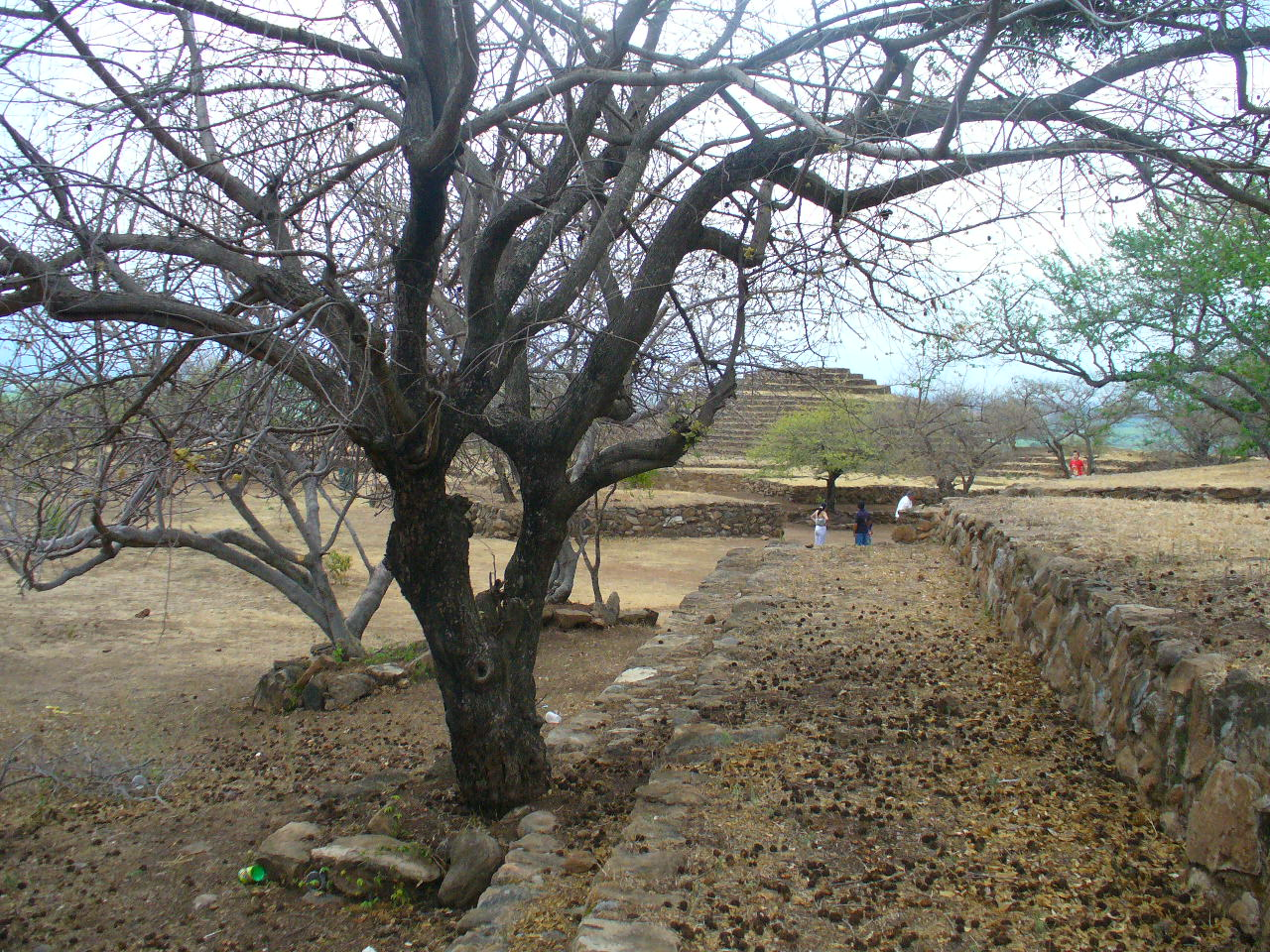
El sitio Guachimontones

Es un sitio a gran escala, diseñado y creado como elemento de la sociedad. El entorno es considerado por los arqueólogos como "político", compuesto de estructuras diseñadas para imponer o preservar la unidad y el orden dentro de un territorio o para hacerle ajustes a gran escala o largo plazo.
El sitio consiste en estructuras circulares concéntricas, probablemente para adorar a sus dioses, principalmente a Ehécatl (Dios del Viento). El edificio ceremonial es un círculo perfecto así como las estructuras perimetrales.
Los conjuntos circulares sugieren un acceso restringido y de uso exclusivo para las familias de gobernantes y la casta sacerdotal. Los recintos circulares del occidente son únicos, pero su geometría sigue principios ampliamente cosmológicos, comprendidos y compartidos por los pueblos de Mesoamérica.
En el microcosmos arquitectónico de Teuchitlán, los gobernantes observaron un programa de festivales rituales cíclicos y la sociedad en general, vivía bajo este concepto ritual.
La definición de Weigand del complejo de montículos circulares de Teuchitlán está basada en cinco rasgos arquitectónicos diagnósticos:
- Un altar central.
- Un patio circular elevado que rodea al altar.
- Una banqueta circular que rodea el patio.
- Entre ocho y doce plataformas rectangulares sobre la banqueta.
- Criptas funerarias subterráneas debajo de la zona de habitación.

Tales ofrendas consistían en grandes fogones sobre la banqueta o maíz quemado debajo de los muros exteriores de la plataforma. Se han dado casos en los que se encontraron platos de cerámica colocados dentro o debajo de los muros.

### Conjunto principal

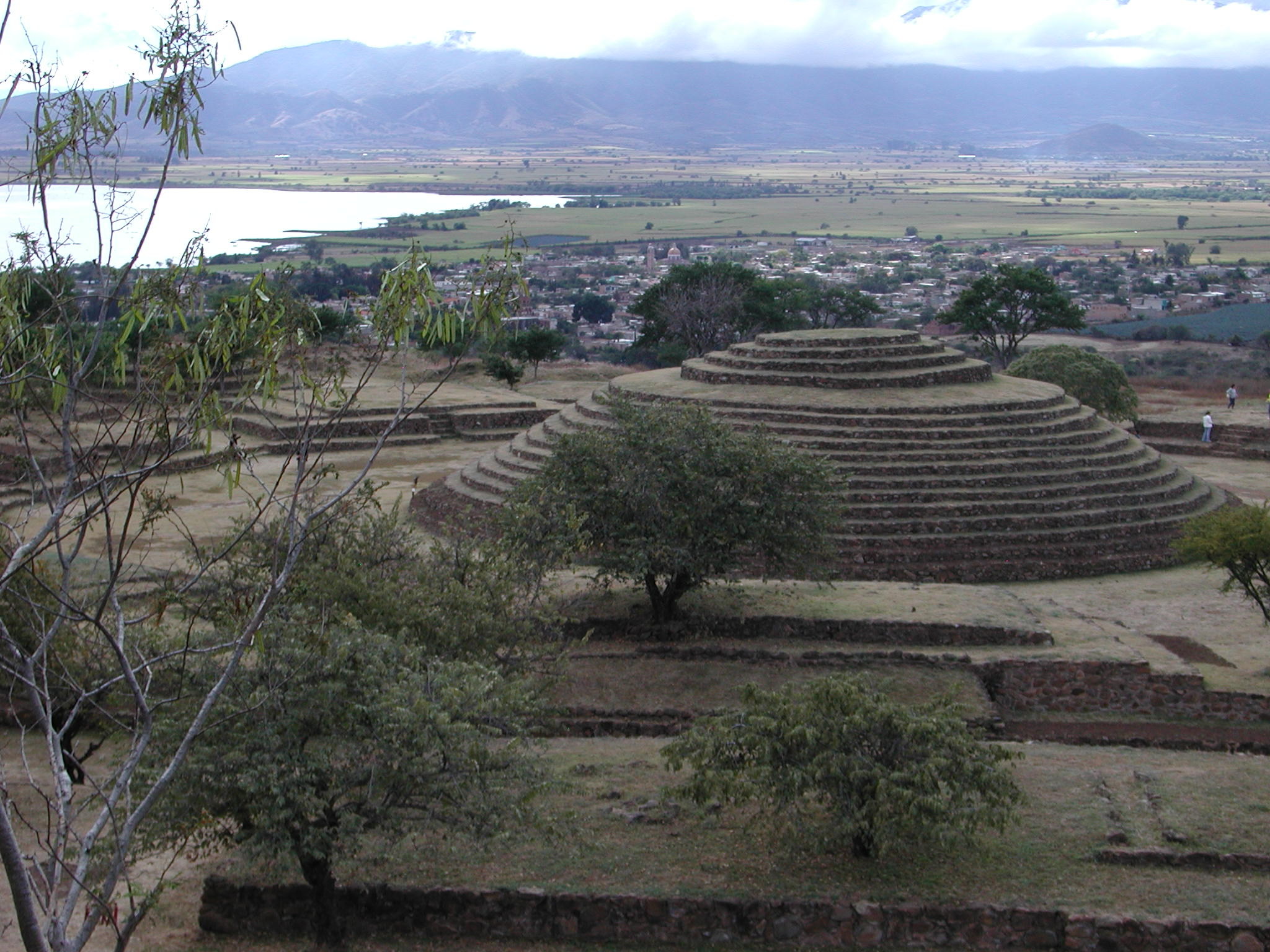
Basamento cónico

En el centro del recinto más grande se levanta una estructura con varias capas y cuatro escalinatas en los puntos cardinales. Alrededor del piso circular una banqueta sostiene varias plataformas, cada una con una estructura enramada parecida a una casa; que probablemente estuvieron dedicadas a los ancestros o a linajes dominantes. Hacia la derecha, un manantial sagrado daba agua a los jardines rituales o se usaba para fines parecidos.

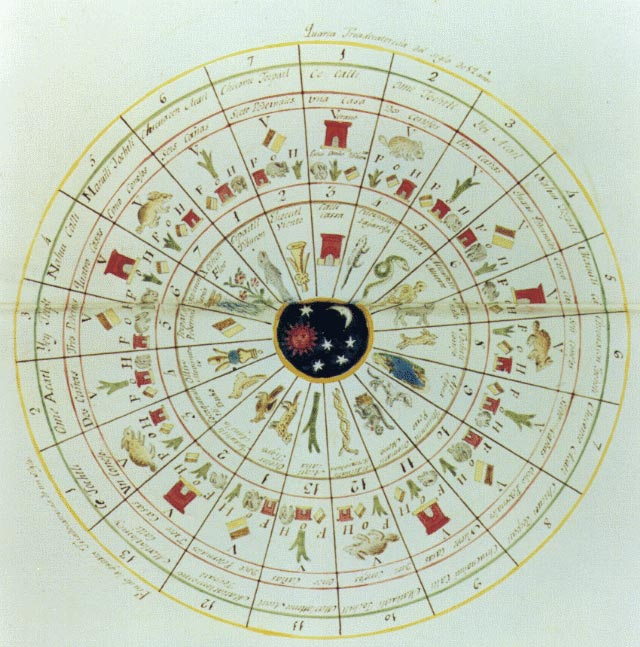
Tonalpohualli Calendario Azteca

Una propuesta sugiere que los pisos de la estructura del C2 junto con un conjunto de alineamientos derivados de la geometría en el sitio de Los Guachimontones, forman un sistema para el computo del calendario exacto de 52 años. En el centro existe un largo orificio; allí se ponía un poste, del cual los sacerdotes se sujetaban y se mecían de un lado a otro simulando el vuelo de un ave. Tal tradición era una ofrenda al dios Ehécatl.
Para su edificación se utilizó piedra, tierra o en su caso baba de nopal ya que en ese tiempo no se conocía ni la cal ni el cemento como en otras edificaciones más actuales. En el centro del recinto más grande se levanta una estructura con varias capas y cuatro escalinatas en los puntos cardinales.
El recinto Guachimontones cuenta con: 10 conjuntos; uno de ellos era el centro ceremonial, una posible casa de sacerdotes, unidades habitacionales, talleres y dos canchas de pelota.

### Patio
Se excavaron cuatro sondeos atravesando el patio con el fin de estudiar la técnica de construcción y la historia de este elemento. Los sondeos se hicieron en distintos sectores del círculo para conocer el grosor en diferentes puntos ya que esto es un avance en las nuevas investigaciones de las civilizaciones antiguas. Estos sondeos fueron dirigidas por el doctor Phil C. Weigand quien muere en 2011 y el maestro Efraín Cárdenas; el trabajo de laboratorio estuvo a cargo de la maestra Acelia García Anguiano y Eugenia Fernández.

### Juego de Pelota

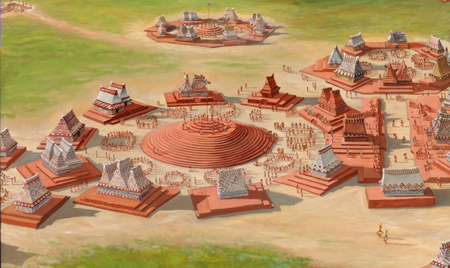
Círculo 2 y el Juego de Pelota en Guachimontones

El juego de pelota de cadera es una práctica ritual única en el mundo. Más de 89 canchas hasta ahora localizadas alrededor del volcán de Tequila muestran la importancia de su práctica por la sociedad de la tradición Teuchitlán. Su ejecución implicó un claro conocimiento físico y una sofisticada manera de entender el entorno en donde el juego era concebido como un ordenador del cosmos. Según las referencias escritas y pictográficas sobre el juego en otras áreas mesoamericanas sabemos que las contiendas tuvieron la función de pacificar a la sociedad ya que conciliaba, sella acuerdos y resolvías conflictos. Sin embargo también existió el juego lúdico que se representa en pequeñas casas ubicadas en los barrios y templos locales.
Físicamente el edificio para el juego de pelota se compone por dos cabezales, dos paramentos o estructuras laterales y la cancha en forma de I latina o doble T semicerrada o cerrada. Suele estar orientado norte sur con 10 a 12 grados de desviación en relación con el este u oeste. La cancha más monumental de su época mide 111 metros de largo por 24 metros de ancho y se ubica en el corazón de Guachimontones.  
En el sitio se tienen localizadas cuatro canchas; dos ubicadas en el corazón de los recintos rituales, mientras que las otras están en las zonas periféricas asociadas a unidades habitacionales. Las excavaciones nos demuestran dos hechos importantes; en las canchas ubicadas en los centros rituales la contienda se asocia con una práctica ritual relacionada con la ofrenda de partes del cuerpo humano, específicamente el cráneo y falanges de un individuo, mientras que en las segundas no se tiene evidencia de dicha práctica.
Las reglas del juego consistían en tocar la pelota solamente con la cadera sin involucrar con extremidades, el juego podía durar varias horas sin descanso, la pelota con la que se jugaba pesaba alrededor de 4.200 kg.

## Patrimonio Mundial de la Humanidad de la UNESCO
El 12 de julio de 2004, se declaró Patrimonio Mundial de la Humanidad de la UNESCO al Paisaje agavero y antiguas instalaciones industriales de Tequila, dentro de esta inscripción se incluye también a la zona de Teuchitlán, 34 mil 658 hectáreas entre el pie del Volcán Tequila y el profundo cañón del Río Grande, y su complejo Arqueológico 'Los Guachimontones', esta decisión fue tomada por el Comité del Patrimonio Mundial de la Unesco, en su sede en Vilna (Lituania) en la reunión anual de 2006.